# Funksendestelle Oebisfelde
Die Funksendestelle Oebisfelde war eine deutsche Sendeeinrichtung für Kurzwelle nahe Bösdorf bei Oebisfelde, deren Bau 1938 begonnen wurde und die 1942 in Betrieb ging. Als Hauptsendeantenne verwendete diese Station eine Dipolwand, welche an fünfzehn 50 Meter bis 100 Meter hohen Türmen befestigt war. Daneben existierten noch mehrere an Holzmasten befestigte Rhombusantennen.
Das Sendergebäude sah aus wie eine Feldscheune, hatte aber 1,6 Meter bis 3 Meter dicke Wände und war 100 Meter lang, 25 Meter breit und 16 Meter hoch. Es verfügte über eine sehr umfangreiche Klimatisierung und war mit einem Aufzug ausgestattet. Es hatte drei Stockwerke: Im Untergeschoss standen die Stromversorgungstransformatoren und der Modulationstransformator, im Erdgeschoss waren die Gleichrichter untergebracht, während sich die eigentlichen Sender im Obergeschoss befanden. Die sechs Sender konnten je nach Betriebsart bis zu 100 Kilowatt erbringen.
Für die Stromversorgung der Anlage wurde in Bösdorf ein Umspannwerk errichtet, welches aus einer 50-kV-Stichleitung von einer Leitung des wenige Kilometer entfernten Überlandnetzes Weferlingen gespeist wurde. Das Umspannwerk existiert noch heute.
Die Sender wurden für Rundfunk- und Marinefunkdienste verwendet. 1942 wurde mit dem Bau eines Erweiterungskomplexes begonnen, der aber nicht mehr fertiggestellt werden konnte. Am 12. April 1945 wurde das Areal von amerikanischen Truppen besetzt, die dort ein Kriegsgefangenenlager einrichteten. Am 3. Juli 1945 wurde die Anlage den sowjetischen Truppen übergeben und in der Folge demontiert.